# Visoke
El Visoke és un volcà situat a l'extrem sud de les muntanyes Virunga, a la frontera entre la República Democràtica del Congo i Ruanda. El cràter del volcà mesura uns 450 metres d'ample i conté un llac al seu interior.
La seva erupció l'any 1957 va provocar l'aparició de dos petits cons al vessant nord, a 11 quilòmetres del cim.